# Magnus Hjulstad
Magnus Sjønnesen Hjulstad (Oslo, 15 marzo 1984) è un ex calciatore norvegese, di ruolo portiere.

## Carriera

### Club
Hjulstad iniziò la carriera professionistica con la maglia del Vålerenga, per poi passare al Drøbak/Frogn. In seguito militò nelle file del Fredrikstad, senza collezionare alcuna presenza ufficiale. Il 21 novembre 2005 passò allo Strømsgodset. Debuttò con questa squadra in 1. divisjon, sostituendo Thomas André Ødegaard nella vittoria per 1-0 contro il Moss.
Il 13 marzo 2008 si trasferì al Lørenskog. Il 10 dicembre 2009 firmò invece per il Sarpsborg 08: esordì il 5 aprile 2010, nella sconfitta per 2-1 in casa del Løv-Ham. Contribuì, in quella stagione, alla promozione del club nell'Eliteserien. Il primo incontro nella massima divisione fu datato 18 marzo 2011, nel 3-0 casalingo inflitto al Molde. A fine stagione, il Sarpsborg 08 retrocesse nuovamente in 1. divisjon.
Nel 2012, passò al Bærum. Il 6 agosto 2013, svincolato, firmò un contratto con lo Hønefoss, valido fino al termine della stagione. Scelse la maglia numero 84.